# Gare de Mikkeli
La gare de Mikkeli (en finnois : Mikkelin rautatieasema) est une gare ferroviaire finlandaise située à Mikkeli.

## Histoire
En 2008, la gare a accueilli  286 000 voyageurs.